# 255 Oppavia
Oppavia /ɒˈpeɪviə/ (định danh hành tinh vi hình: 255 Oppavia) là một tiểu hành tinh cỡ lớn ở vành đai chính. Ngày 31 tháng 3 năm 1886, nhà thiên văn học người Áo Johann Palisa phát hiện tiểu hành tinh Oppavia khi ông thực hiện quan sát ở Viên và đặt tên nó theo tên Opava, thành phố nơi sinh trưởng của ông, thuộc Cộng hòa Séc (thời đó thuộc đế quốc Áo-Hung).
Năm 1995, người ta nghĩ rằng 255 Oppavia thuộc nhóm tiểu hành tinh Ceres (nay đã chết), nhưng nghiên cứu kiểu quang phổ, thì nó không hợp với nhóm này, mà chỉ có quỹ đạo xâm phạm vào nhóm này mà thôi. Oppavia được xếp vào tiểu hành tinh kiểu X có bề mặt tối theo nguyên tắc phân loại Tholen.